# Meistriliiga 2014
La Meistriliiga 2014 è stata la 24ª edizione della massima serie del campionato di calcio estone e si è disputata tra il 1º marzo e l'8 novembre 2014.
Il Levadia Tallinn ha vinto il titolo per la seconda volta consecutiva.

## Formula
Le 10 squadre partecipanti si affrontano in un doppio girone di andata e ritorno, per un totale di 36 giornate.

La squadra campione di Estonia ha il diritto a partecipare alla UEFA Champions League 2015-2016 partendo dal primo turno preliminare.

Le squadre classificate al secondo e terzo posto sono ammesse alla UEFA Europa League 2015-2016 partendo dal primo turno preliminare.

La vincitrice della Coppa nazionale è ammessa alla UEFA Europa League 2015-2016 partendo dal primo turno preliminare.

L'ultima classificata retrocede direttamente in Esiliiga, mentre la penultima disputa uno spareggio contro la seconda classificata della Esiliiga per la permanenza in Meistriliiga.

## Squadre Partecipanti
La squadra Kuressaare è retrocessa nel campionato precedente; il suo posto viene preso dal Lokomotiv Jõhvi, giunta al 2º posto nel campionato di Esiliiga 2013 e promossa in quanto la vincitrice del torneo è stata la seconda squadra del Levadia Tallinn.
| Club            | Città    | Stadio                 | Posizione 2013       |
| --------------- | -------- | ---------------------- | -------------------- |
| Flora Tallinn   | Tallinn  | A. Le Coq Arena        | 4º posto             |
| Infonet         | Tallinn  | Sportland Arena        | 6º posto             |
| Kalev Sillamäe  | Sillamäe | Stadio Kalevi          | 3º posto             |
| Kalev Tallinn   | Tallinn  | Kalevi Keskstaadion    | 8º posto             |
| Kalju Nõmme     | Tallinn  | Stadio Hiiu            | 2º posto             |
| Levadia Tallinn | Tallinn  | Stadio Kadrioru        | Campione             |
| Lokomotiv Jõhvi | Jõhvi    | Jõhvi Linnastaadion    | 1º posto in Esiliiga |
| Paide           | Paide    | Stadio Ühisgümnaasiumi | 5º posto             |
| Tammeka Tartu   | Tartu    | Stadio Tamme           | 9º posto             |
| Trans Narva     | Narva    | Stadio Kreenholmi      | 7º posto             |

## Classifica
|                    | Pos. | Squadra         | Pt | G  | V  | N  | P  | GF  | GS  | DR   |
| ------------------ | ---- | --------------- | -- | -- | -- | -- | -- | --- | --- | ---- |
| Estonia (bandiera) | 1.   | Levadia Tallinn | 84 | 36 | 26 | 6  | 4  | 112 | 19  | +93  |
|                    | 2.   | Kalev Sillamäe  | 79 | 36 | 25 | 4  | 7  | 108 | 34  | +74  |
|                    | 3.   | Flora Tallinn   | 79 | 36 | 24 | 7  | 5  | 88  | 36  | +52  |
|                    | 4.   | Kalju Nõmme     | 78 | 36 | 24 | 6  | 6  | 85  | 19  | +66  |
|                    | 5.   | Infonet         | 66 | 36 | 19 | 9  | 8  | 80  | 44  | +36  |
|                    | 6.   | Paide           | 35 | 36 | 9  | 8  | 19 | 39  | 67  | -28  |
|                    | 7.   | Trans Narva     | 28 | 36 | 6  | 10 | 20 | 37  | 79  | -42  |
|                    | 8.   | Tammeka Tartu   | 28 | 36 | 7  | 7  | 22 | 37  | 83  | -46  |
|                    | 9.   | Lokomotiv Jõhvi | 18 | 36 | 4  | 6  | 26 | 35  | 115 | -80  |
|                    | 10.  | Kalev Tallinn   | 12 | 36 | 3  | 3  | 30 | 21  | 146 | -125 |

Legenda:

      Campione d'Estonia  e ammessa alla UEFA Champions League 2015-2016

      Ammesse alla UEFA Europa League 2015-2016

      Ammessa allo spareggio promozione-retrocessione

      Retrocessa in Esiliiga 2015

## Risultati
|                 | Flo     | Inf     | KlS     | KlT     | Klj     | Lev     | Lok      | Pai     | Tam     | Tra     |
| --------------- | ------- | ------- | ------- | ------- | ------- | ------- | -------- | ------- | ------- | ------- |
| Flora Tallinn   | ––––    | 2-3 2-2 | 1-1 1-0 | 5-1 2-0 | 1-0 0-2 | 0-0 1-2 | 3-1 6-2  | 5-0 3-0 | 3-0 1-0 | 1-0 6-0 |
| Infonet         | 2-3 1-3 | ––––    | 3-3 0-2 | 6-0 5-0 | 0-0 1-3 | 0-4 2-0 | 2-0 10-1 | 1-1 0-0 | 3-0 3-2 | 4-0 5-2 |
| Kalev Sillamäe  | 1-2 3-2 | 3-1 3-0 | ––––    | 6-1 8-0 | 0-3 2-3 | 0-2 0-1 | 6-1 2-0  | 3-1 4-0 | 5-0 1-0 | 1-1 7-1 |
| Kalev Tallinn   | 1-4 0-2 | 1-3 0-4 | 0-6 1-8 | ––––    | 0-3 0-7 | 0-8 0-7 | 2-1 0-5  | 1-1 0-3 | 1-6 1-1 | 3-1 0-3 |
| Kalju Nõmme     | 1-1 1-0 | 0-3 1-1 | 1-0 0-1 | 2-1 5-0 | ––––    | 0-0 0-1 | 5-1 9-0  | 3-0 3-1 | 6-0 3-0 | 2-1 1-0 |
| Levadia Tallinn | 1-1     | 3-0 2-3 | 2-2 0-3 | 9-0 5-0 | 1-0 3-2 | ––––    | 6-0 9-0  | 0-1 4-1 | 2-0 1-0 | 1-0 7-0 |
| Lokomotiv Jõhvi | 1-3 2-5 | 1-1 0-3 | 1-3 1-2 | 0-1 1-0 | 0-2 1-3 | 0-4 1-5 | ––––     | 1-2 0-0 | 2-2 2-0 | 0-2 3-2 |
| Paide           | 1-5 1-2 | 0-1     | 0-3 2-3 | 6-2 4-1 | 0-6 1-1 | 0-2 0-3 | 3-0 1-0  | ––––    | 0-4 0-1 | 0-0 1-1 |
| Tammeka Tartu   | 1-1 2-4 | 0-4 1-1 | 0-6 1-4 | 2-0 2-1 | 0-2 0-1 | 0-7 0-1 | 1-1 3-3  | 2-4 0-4 | ––––    | 1-1 2-1 |
| Trans Narva     | 0-1 2-5 | 1-1 0-3 | 1-4 0-1 | 1-1 4-1 | 0-4 0-0 | 0-0 1-8 | 5-0 2-2  | 1-0 0-0 | 1-2 2-1 | ––––    |

### Spareggio promozione-retrocessione
| Viljandi 16 novembre 2014, ore 13:00 EET Andata | Tulevik Viljandi | 0 – 0 referto | Lokomotiv Jõhvi | Viljandi linnastaadion (260 spett.)\| Arbitro: \| Kristo Tohver \| |
| Arbitro:                                        | Kristo Tohver    |               |                 |                                                                    |

| Arbitro: | Eiko Saar |

|              |           |           |
| Iablokov 53’ | Marcatori | 71’ Ilves |

Il Viljandi prende il posto del Lokomotiv Jõhvi in Meistriliiga.

## Classifica marcatori
| Gol | Rigori |  | Giocatore          | Squadra         |
| --- | ------ |  | ------------------ | --------------- |
| 36  | 6      |  | Evgeny Kabaev      | Kalev Sillamäe  |
| 32  | 2      |  | Igor Subbotin      | Levadia Tallinn |
| 30  | 6      |  | Elysée Kouadio     | Infonet         |
| 22  |        |  | Albert Prosa       | Flora Tallinn   |
| 21  | 3      |  | Hidetoshi Wakui    | Kalju Nõmme     |
| 19  | 2      |  | Vladislav Ivanov   | Levadia Tallinn |
| 16  |        |  | Stanislav Murikhin | Kalev Sillamäe  |
| 15  |        |  | Rauno Alliku       | Flora Tallinn   |
| 15  |        |  | Ingemar Teever     | Levadia Tallinn |
| 14  |        |  | Tarmo Neemelo      | Kalju Nõmme     |

## Verdetti
- Campione di Estonia:  Levadia Tallinn
- In UEFA Champions League 2015-2016:  Levadia Tallinn
- In UEFA Europa League 2015-2016:  Kalev Sillamäe e  Flora Tallinn
- Retrocessa in Esiliiga:  Kalev Tallinn e  Lokomotiv Jõhvi (successivamente non iscritta).